# NGC 43
NGC 43 (ook wel PGC 875, UGC 120, MCG 5-1-54 of ZWG 499.79) is een lensvormig sterrenstelsel in het sterrenbeeld Andromeda.
NGC 43 werd op 11 november 1827 ontdekt door de Engelse astronoom John Herschel.